# Antiquorum habet fida relatio
Antiquorum habet fida relatio es una bula pontificia promulgada por el papa Bonifacio VIII, el 22 de febrero de 1300, por medio de la cual convoca a la celebración del primer jubileo de  la historia de la Iglesia católica. El título proviene de las primeras palabras del documento: «Existe una antigua tradición digna de fe».

## Contexto histórico
La promulgación de la bula tuvo lugar en un momento en que la posición de la iglesia estaba bajo una fuerte presión, por una parte, algunos líderes seculares, como Felipe IV de Francia, cuestionaron la supremacía del papa en los asuntos temporales, por otra, la familia romana de los Colonna, encabezada por los cardenales Pedro y Giacomo, desafió la legitimidad del pontificado de Bonifacio VIII. Aun así, la supremacía espiritual del pontífice romano, no se ponía en duda.
A finales del siglo XIII se había propagado una fuerte ola de espiritualidad, de perdón, de reconciliación y de fraternidad, como respuesta a la violencia generalizada por las constantes guerras entre príncipes cristianos, que no permitían la realización del sueño de la cristiandad, la reconquista de Tierra Santa. Un Año Santo significaría la renovación de la esperanza, los cristianos veían en el a «Cristo portador paz, perdón y justicia a la humanidad».

## Contenido

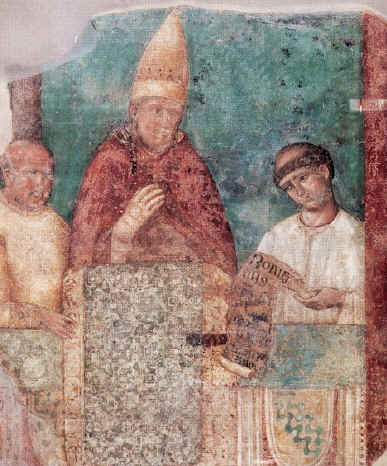
Pintura de Giotto que representa a Bonifacio VIII proclamando el Año Santo del 1300. A la derecha un clérigo sostiene el documento de la bula.

La bula inicia recordando que existe una tradición antigua entre los cristianos, que aquellos que visitan en peregrinación la basílica de San Pedro obtienen la remisión e indulgencia de sus pecados. Por lo tanto, el papa, confirma, aprueba y renueva esa tradición por medio del documento.
Luego, Bonifacio VIII declara el año 1300 como Año Santo, estableciendo que aquellos que visiten las basílicas de San Pedro y San Pablo, obtendrán la indulgencia plenaria, para ello, los cristianos romanos debían hacer unas treinta visitas y los extranjeros unas quince, además de estar verdaderamente arrepentidos y confesar sus pecados.
La bula establece la celebración de un jubileo cada cien años.

## Consecuencias
El Jubileo del 1300 es considerado oficialmente el primer Año Santo celebrado por la Iglesia católica. Aunque la bula estipulaba su celebración cada 100 años, Clemente VI rebajó el período a cada 50 años. Hoy la Iglesia continúa celebrándolo cada 25 años.
El Año Santo de 1300 fue un gran suceso, muchos peregrinos llegaron a Roma para obtener la indulgencia plenaria, entre ellos personajes conocidos como el poeta Dante, el pintor Cimabue, el conde Carlos de Valois y muy seguramente el pintor florentino Giotto.
Algunos historiadores ven en la convocación al Año Santo, por lo tanto en la bula, la intención de Bonifacio de reafirmar su poder espiritual, debido a su falta de táctica en el ámbito político, es decir, lo que el pontífice no logró a nivel político, pudo hacerlo unificando a la cristiandad en la celebración del año jubilar.